# Парлати (Виченца)
Парлати је насеље у Италији у округу Виченца, региону Венето.
Према процени из 2011. у насељу је живело 221 становника. Насеље се налази на надморској висини од 662 м.